# Драга (Румунія)
Драга (рум. Draga) — село у повіті Бистриця-Несеуд в Румунії. Входить до складу комуни Сілівашу-де-Кимпіє.
Село розташоване на відстані 296 км на північний захід від Бухареста, 42 км на південний захід від Бистриці, 51 км на схід від Клуж-Напоки.

## Населення
За даними перепису населення 2002 року у селі проживали 52 особи, усі — румуни. Усі жителі села рідною мовою назвали румунську.